# 派赖凯德
派赖凯德，是匈牙利巴兰尼亚州所辖的一个村。总面积6.74平方公里，总人口178，人口密度26.4人/平方公里（2011年1月1日）。